# Thomas Cecil

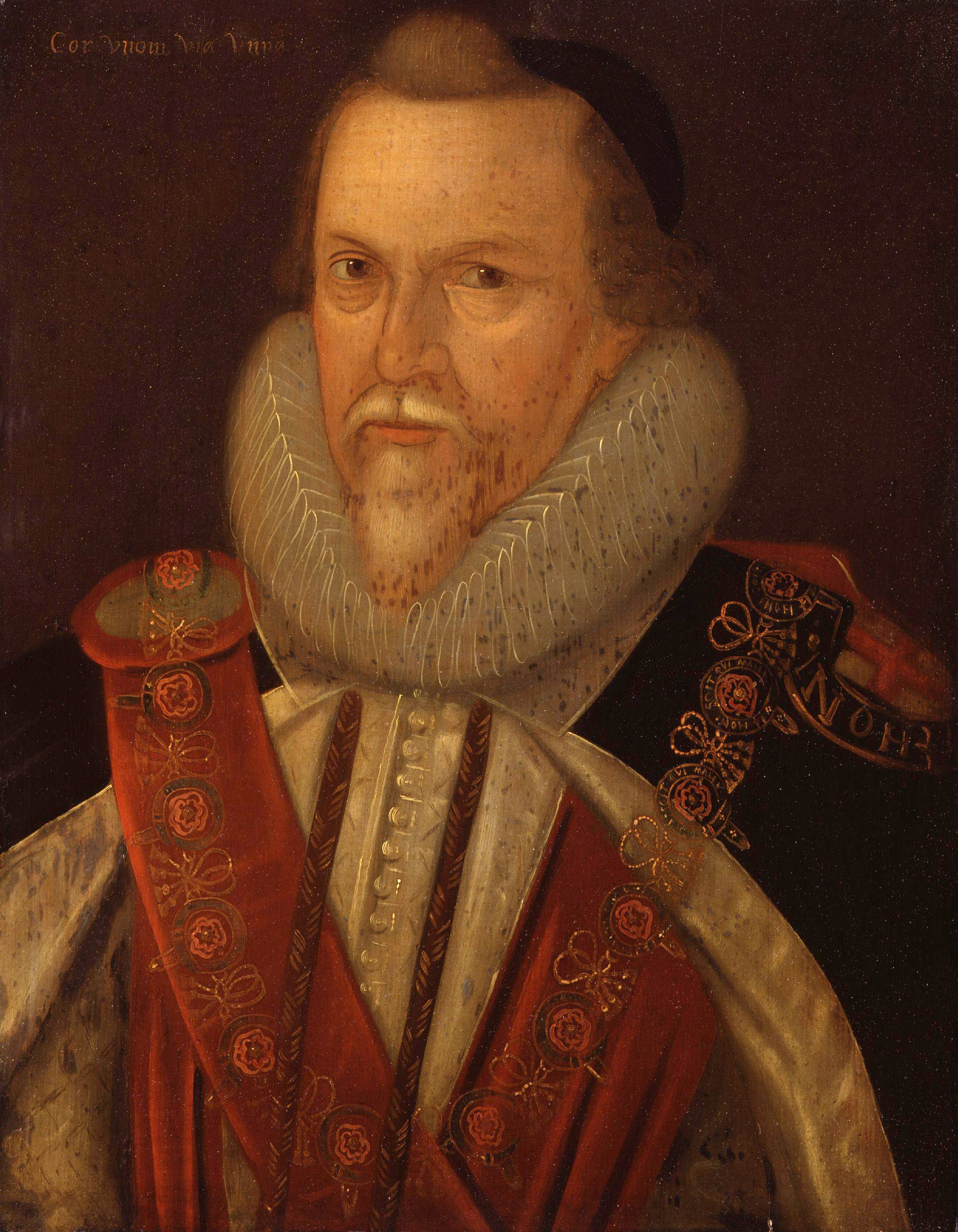
Le comte d'Exeter Thomas Cecil.

Thomas Cecil dit Lord Burghley (de 1598 à 1605) (5 mai 1542, Cambridge – 8 février 1623), 1er comte d'Exeter, chevalier de l’Ordre de la Jarretière, est un gouverneur militaire et un homme politique anglais sous le règne d’Élisabeth Ire d'Angleterre.

## Biographie
Thomas Cecil est le fils aîné du baron William Cecil par sa première femme Mary Cheke († 1542), et le demi-frère du vicomte Cranborne, Robert Cecil. Il entre au gouvernement sous le règne d’Élisabeth Ire d'Angleterre, d'abord en tant que député de la Chambre des communes (1563) où il représente différentes circonscriptions jusqu'en 1593. Anobli par la reine en 1575, la mort de son père en 1598 lui permet de prendre son siège à la Chambre des lords en tant que Lord Burghley. De 1599 à 1603 il exerce la charge de Lord Lieutenant du Yorkshire et de Lord President du Council of the North. La reine Élisabeth l'élève au rang de chevalier de l’Ordre de la Jarretière en 1601. Son successeur, Jacques Ier, le fait comte d'Exeter le 4 mai 1605, tandis que son frère Robert Cecil, alors vicomte Cranborne, devient comte de Salisbury. Contrairement à ce dernier, il n'est pourtant plus membre du gouvernement du nouveau souverain. Il est inhumé dans la chapelle des officiers de l'église Sainte-Marie à Wimbledon.
Les Cecil sont des mécènes qui subventionnent notamment les compositeurs William Byrd, Orlando Gibbons et Thomas Robinson. Ce dernier est d'abord au service de Thomas Cecil.

## Mariage et descendance

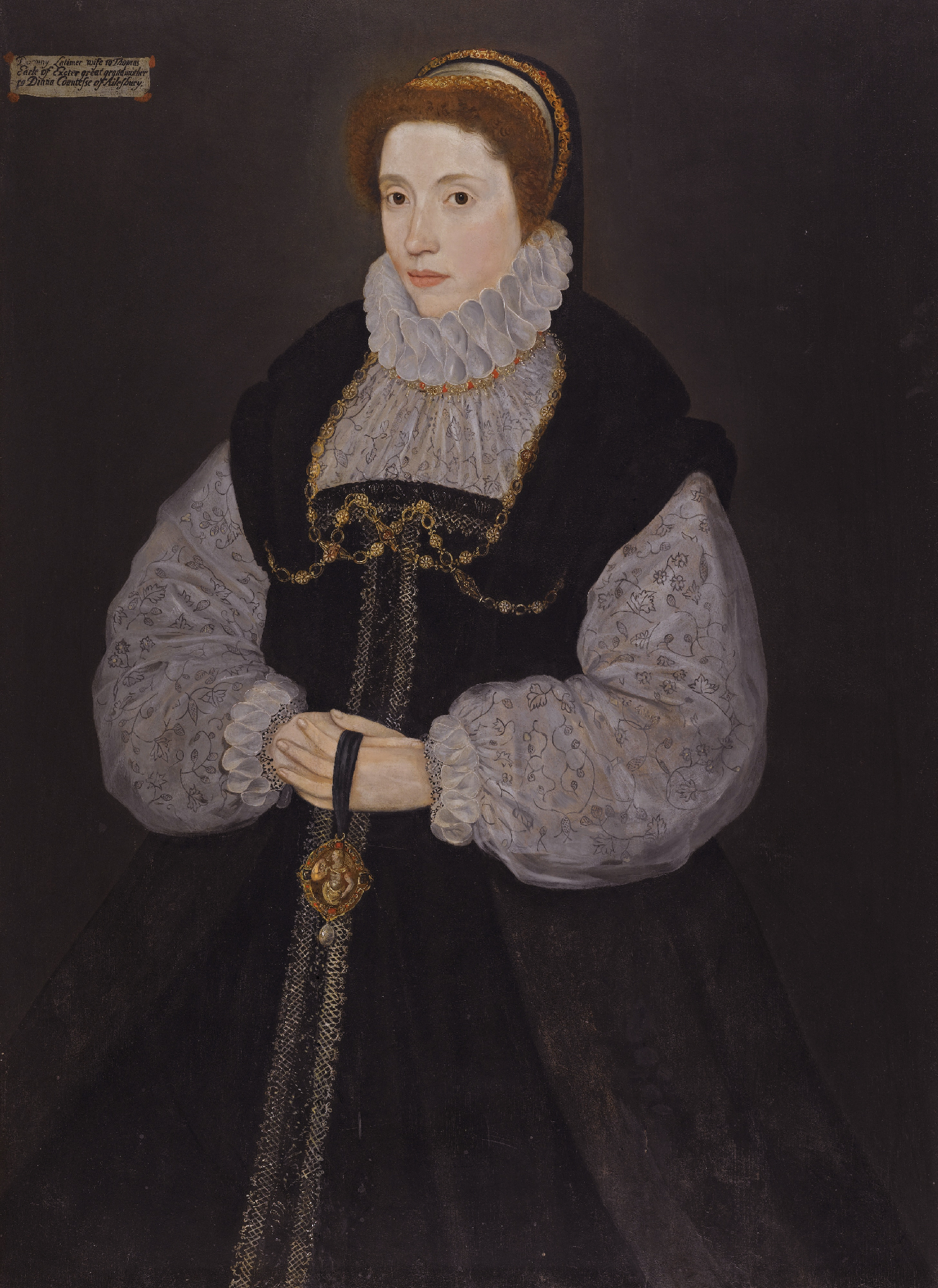
Dorothy Neville

Thomas Cecil épousa Dorothy Neville (1548-1609), la fille du baron Latimer du château de Belvoir. Ils eurent treize enfants, cinq fils et huit filles :
- William Cecil (2e comte d'Exeter)
- Catherine Cecil
- Lucy Cecil, qui épousa William Paulet, 4e marquis de Winchester
- Mildred Cecil
- Richard Cecil de Wakerley
- Edward Cecil, est fait 1er vicomte de Wimbledon
- Mary Cecil, qui épousa Edward Denny, 1er comte de Norwich
- Dorothy Cecil
- Elizabeth, épouse sir William (Newport) Hatton, puis, en secondes noces, sir Edward Coke[2]. Elle devient célèbre en entamant des actions en justice contre les actions de son mari[2].
- Thomas Cecil, écuyer
- Frances Cecil, épousa Nicholas Tufton, 1er comte de Thanet

En secondes noces, il épouse Frances Smith, née Brydges (1580-1663), fille de William Brydges, 4e baron Chandos, de plus de trente ans sa cadette. Ils ont une fille qui meurt jeune.